# Kościół św. Marcina w Cwmyoy
Kościół św. Marcina (wal. Eglwys Sant Martin, Cwm-iou, ang. Church of St Martin in Cwmyoy) – anglikański kościół, położony we wsi Cwmyoy (hrabstwo Monmouthshire), na terenie Parku Narodowego Brecon Beacons. Zbudowany w XII wieku, w kolejnych wiekach rozbudowywany i przekształcany.
Należy do Kościoła w Walii. Jest kościołem filialnym parafii Llanfihangel Crucorney.
Jest uważany za najbardziej wykrzywiony kościół w Wielkiej Brytanii.
1 września 1956 roku został wpisany na listę Zabytków Walii pod nr 1933.

## Położenie
Kościół jest położony w centrum wsi Cwmyoy, na wschodnim zboczu Vale of Ewyas. Wokół kościoła rozciąga się cmentarz z dobrze zachowanymi płytami nagrobnymi. Niezwykły kształt kościoła jest wynikiem osunięć gruntu, które lokalna tradycja wiąże z trzęsieniem ziemi, towarzyszącym ukrzyżowaniu Jezusa Chrystusa. Osunięcie gruntu nie było jednak wynikiem działalności Boga, ale konsekwencją ostatniego zlodowacenia, jakie miało miejsce 10 tysięcy lat temu, gdy klimat się ocieplił, a lód zaczął się cofać. Powstałe wówczas doliny polodowcowe miały strome i niestabilne zbocza, co doprowadzało do osuwania się ziemi. W efekcie tych zmian budynek kościoła jest wygięty i skręcony. Również jego wieża jest odchylona od pionu 1,8 m czyli 5,2° (dla porównania Krzywa Wieża w Pizie – 4,7°). Z uwagi na swój kształt kościół św. Marcina zyskał miano najbardziej wykrzywionego kościoła w Wielkiej Brytanii.

## Historia
Wiek kościoła jest trudny do ustalenia. Był on w znacznej części przebudowywany, ale wydaje się pochodzić z XII wieku. Najstarszym elementem jego konstrukcji jest łukowe, północno-zachodnie okno nawy. Prezbiterium zbudowane zostało prawdopodobnie później niż nawa, podobnie jak przedsionek. Belka tęczowa i schody pochodzą prawdopodobnie z XV-XVI wieku. Wieża została zbudowana w średniowieczu. Renowacje budynku miały miejsce w 1887 (J. James Spencer) i 1991 roku (Mason). Ze względu na niestabilność gruntu konieczne były częste naprawy. Kościół należał do klasztoru Llanthony Priory aż do momentu jego rozwiązania w 1538 roku. W 1830 roku stał się kościołem parafialnym, a od 1969 stanowi część większej parafii, Llanvihangel Crucorney, podlegającej diecezji Monmouth.

## Architektura

### Wygląd zewnętrzny
Kościół zbudowany został z miejscowego, czerwono-szarego piaskowca i pokruszonego kamienia polnego. Jego dach pokrywają kamienne płytki, które zostały poddane renowacji w 1887 roku. Średniowieczny mur nosi ślady napraw i odbudowy. Kościół składa się z nawy, prezbiterium, południowego przedsionka i zachodniej wieży z zewnętrzną wieżyczką schodową. Podparty jest przyporami, zbudowanymi w epoce wiktoriańskiej: trzema schodkowymi po obu stronach nawy, jedną przy południowej ścianie prezbiterium i jedną przy wieży. Ściany wzmocniono dodatkowo wewnętrznymi metalowymi drągami. Każda ze ścian nawy ma trzy okna, pochodzące z XII–XVI wieku. Przedsionek został dobudowany do nawy prawdopodobnie później. Prezbiterium wydaje się być zbudowane oddzielnie od nawy. W każdej z jego ścian znajduje się jedno niewielkie, ostrołukowe okno. Jedno okno, dwupołaciowe, zwieńczone trójliściem wpisanym w ostrołuk, jest również w ścianie wschodniej; pochodzi ono przypuszczalnie z XIV wieku. Wieża jest skręcona i mocno pochylona w kierunku południowo-zachodnim. Została zbudowana z potłuczonego kamienia polnego, uformowanego w dłuższe i krótsze kliny. Ma trzy kondygnacje. W jej przyziemiu, od zachodu znajduje się jedno okno, z epoki wiktoriańskiej; jedno okno, mniejszych rozmiarów, ma również pierwsze piętro. Piętro drugie przeprute zostało dużymi otworami dzwonnymi. Wieża jest zwieńczona blankami.

### Wnętrze
Wnętrze ma niezwykły wygląd, spowodowany niestabilnością fundamentów; posadzka jest nierówna, narożniki ścian nie mają kątów prostych, a strop jest skręcony. Ściany są otynkowane i pobielone, połączone czterema belkami rozporowymi, wbudowanymi prawdopodobnie w XVI lub XVII wieku. Z wieży do nawy prowadzi bardzo niskie, łukowo sklepione przejście; łukowe przejście łączy również nawę z prezbiterium. Strop ma formę więźby dachowej. Był remontowany w 1887 roku; z tego samego roku pochodzą również ławki i ambona. Chrzcielnica pochodzi z XII wieku, a balustrada komunijna wokół ołtarza – z przełomu XVII i XVIII wieku. Cennym elementem wyposażenia kościoła jest XIII-wieczny, kamienny krzyż, z reliefem Ukrzyżowanego Chrystusa. Ten rzadki okaz jest prawdopodobnie jednym z krzyży pochodzących z Drogi Pielgrzymiej prowadzącej do Świętego Dawida. Znaleziony na pobliskiej farmie w 1871 roku, został przewieziony najpierw do ogrodu przy plebanii, a następnie do kościoła, skąd w 1967 roku został skradziony. Po zidentyfikowaniu go w antykwariacie przez jednego z pracowników Muzeum Brytyjskiego powrócił do kościoła, w którym znajduje się do dziś, przymocowany do posadzki. Razem z kościołem jest on elementem walijskiego Szlaku Cysterskiego.
W wieży wisi sześć dzwonów, opatrzonych datami: 1700, 1672, 1722, 1697, 1700, 1722. Tego typu zestaw dzwonów o tak bliskich sobie datach odlania jest rzadkością.